# Ngaruroro River
Der Ngaruroro River ist ein rund 200 km langer Fluss in der Region Hawke’s Bay auf der Nordinsel von Neuseeland.

## Geografie
Der Ngaruroro River entspringt an dem Zusammenfluss vom Mangamingi Stream und Te Waioturitia Stream, 6 km südlich des 1436 m hohen Mountgaorangi und rund 25 km nordwestliche der Kaweka Range. Der Fluss fließt zunächst in südlicher Richtung durch die westlichen Ausläufer der Kaweka Range, an dessen südlichem Ende er durch eine Schlucht zwängend nach Osten abdreht und durch eine sanftere Berglandschaft verlaufend schließlich in der Ebene der Heretaunga Plains ausläuft. Das Mündungsgebiet etwa 1,3 km vor dem Erreichen der Hawke Bay, südlich von Napier bei der Kleinstadt Clive, teilt er sich mit dem Tutaekuri River sowie dem kleineren, von Süden kommenden Clive River.
Der Ngaruroro River besitzt ein Wassereinzugsgebiet von 1950 km².

## Nutzung
Der Fluss ist unter Anglern der Region sehr beliebt, bietet er doch über eine Strecke von über 100 km die Möglichkeit des Angelns. Besonders Regenbogenforellen und Bachforellen können in seinen Gewässern geangelt werden.